# Bornes Vauthier
 (novembre 2009).
 (juillet 2023).
Pour les articles homonymes, voir Vauthier.
Les bornes du Front, également appelées bornes Vauthier, sont un ensemble de sculptures réalisées dans les années 1920 par l'artiste Paul Moreau-Vauthier pour matérialiser la ligne de front telle qu'elle était en juillet 1918, lors d'une des dernières offensives alliées. Elles se trouvent en Belgique et en France.

## Généralités
Les bornes forment une des routes commémoratives érigées au cours du vingtième siècle pour matérialiser des itinéraires de Mémoire.
Parmi les autres routes :
- La Voie sacrée, artère logistique desservant Verdun pendant la Première Guerre mondiale, notamment pendant la bataille de Verdun (1916).
- La Voie de la Liberté, le parcours victorieux des Alliés en 1944.
- La Voie de la 2e D.B, emprunte le chemin suivi par la 2e division blindée lors de la libération de la France.

Au cours du temps, les Bornes du Front connaissent différentes appellations : « bornes du front », « bornes de la Victoire », « bornes du Touring Club »… Mais elles ne se sont jamais appelées « bornes Vauthier », appellation qui se diffuse via les sites Internet (Vauthier étant le nom de la mère de Paul Moreau Vauthier qui ne s'est d'ailleurs jamais appelé Moreau-Vauthier à l'état civil)[réf. nécessaire]. En anglais on parle de WWI demarcation stones (en). En Belgique néerlandophone, on les appelle Demarcatiepalen.

## Histoire

### Origine
Paul Moreau-Vauthier (1871-1936), combattant de 1914-1918 et sculpteur, a l’idée d’ériger ces monuments afin de matérialiser la ligne de front (700 km) telle qu’elle était lors de l'offensive victorieuse de la deuxième bataille de la Marne, le 18 juillet 1918.
L’idée étant approuvée par les présidents des Touring club de France et de  Touring club royal de Belgique (en) (TCF, TCB), on demande au Maréchal Pétain d’établir une liste des lieux dignes d’accueillir ces bornes souvenirs. Cette liste comporte deux-cent-quarante lieux.

### Financement
Pour que ce projet aboutisse, des souscriptions sont organisées par les deux Touring clubs, auxquelles viennent s'ajouter des dons d'organismes publics, d'associations ou de personnes privées.

### Forme
Les bornes sont des monolithes en granit, de plus d’un mètre de haut, surmontés d'un casque posé sur couronne de lauriers, généralement le casque français (Adrian 1915) mais parfois belge (Adrian blasonné du royaume de Belgique) ou britannique (Brodie 1915).
Chaque borne comprend, sur ses faces, des gravures (textes, équipement du soldat) qui peuvent varier d'une borne à l'autre. Le nom gravé sur le fronton est celui d'un lieu de combats importants : Vimy, Montdidier, Bois-Belleau, les monts de Champagne, Souain, les Éparges, Bois-le-Prêtre, etc.

### Nombre
Les souscriptions ne permettent pas d'atteindre l'objectif initial, et seules cent-dix-huit bornes sont érigées : vingt-deux en Belgique et quatre-vingt-seize en France. Elles sont inaugurées entre 1921 (Château-Thierry) et 1927 (Hartmannswillerkopf).
À ce décompte s'ajoutent la borne prototype, en région Île-de-France, la borne de Confrécourt, hors projet, et les copies hors ligne de front installées au Mémorial de Verdun et à Tergnier, cité Quessy.

### Conservation
Si l'on ne tient pas compte du prototype qui se trouve dans le jardin de la maison du sculpteur à Boulogne-Billancourt[réf. nécessaire], en 2009, il en reste quatre-vingt-dix-sept, dont certaines sont endommagées : Hartmannswillerkopf, Ville-sur-Tourbe, etc. Celle de Vrigny (Marne) fut cassée par les Allemands pendant la Seconde Guerre mondiale pour faire disparaître la mention : « Ici fut repoussé l'envahisseur allemand ». Elle a été déplacée à l'entrée de la commune et inaugurée son nouvel emplacement.

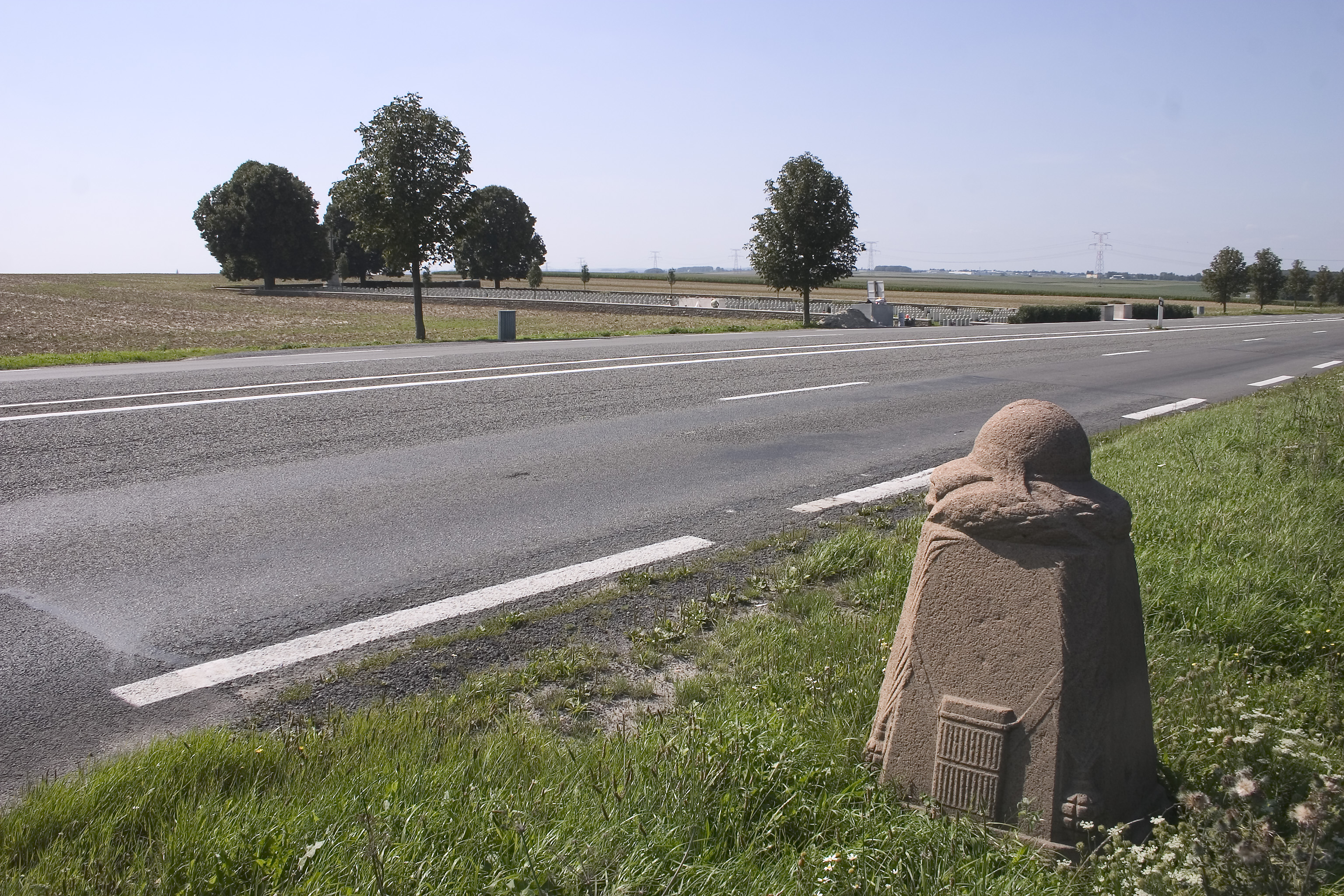
Monchy-le-Preux (France).
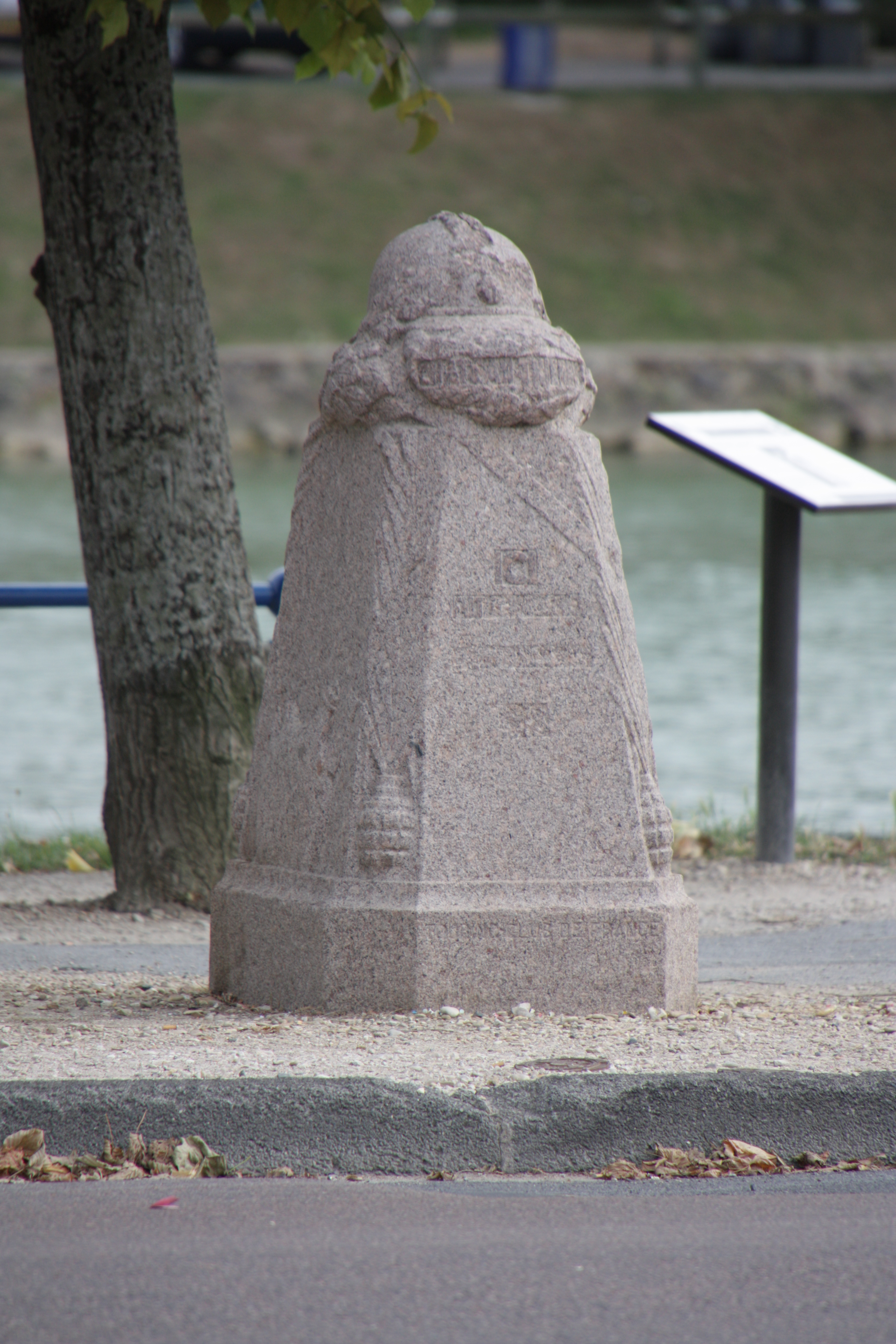
Centre ville de Château-Thierry (France).
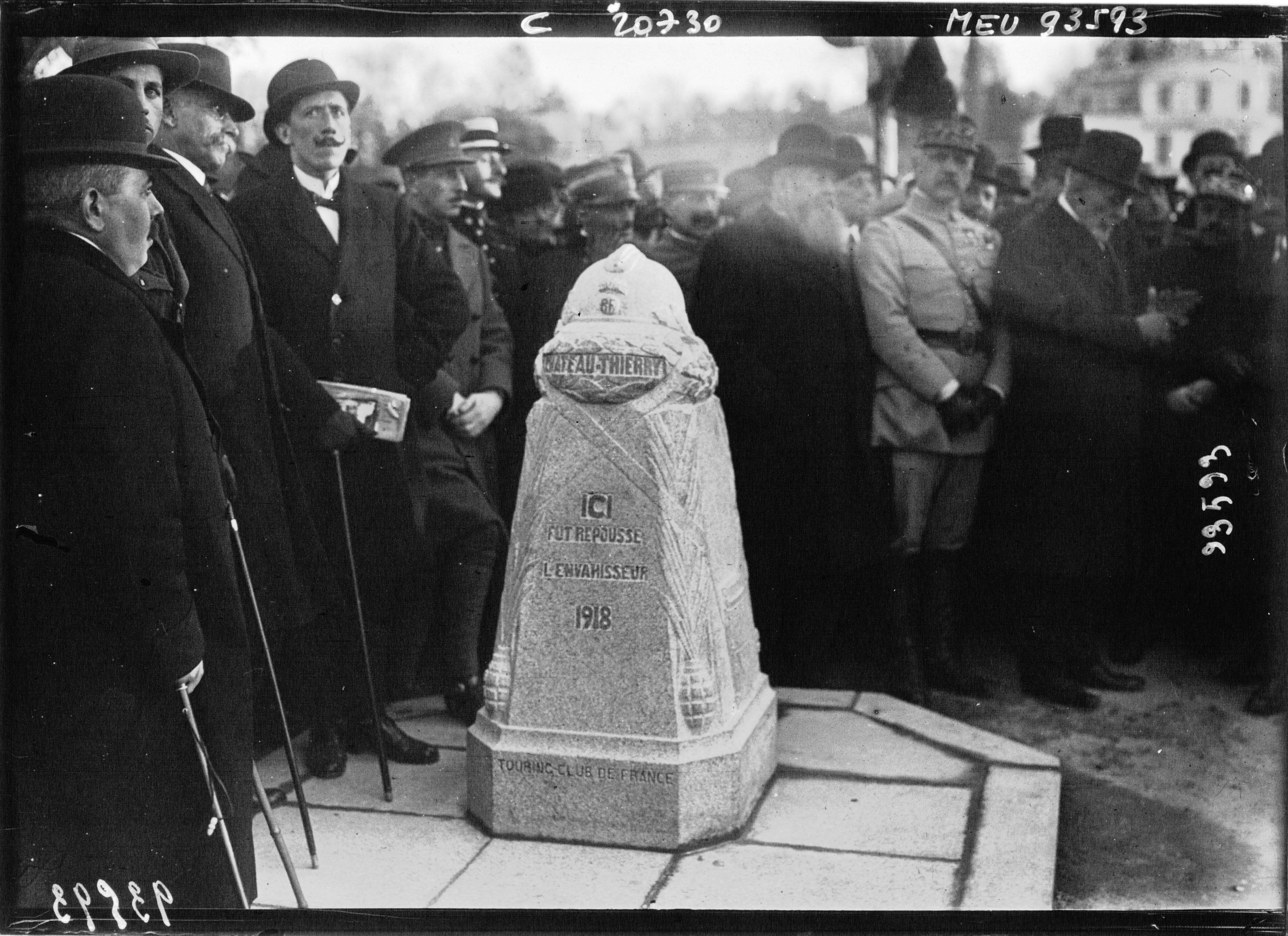
Inauguration de la première borne à Château-Thierry (France), le 10 novembre 1921.
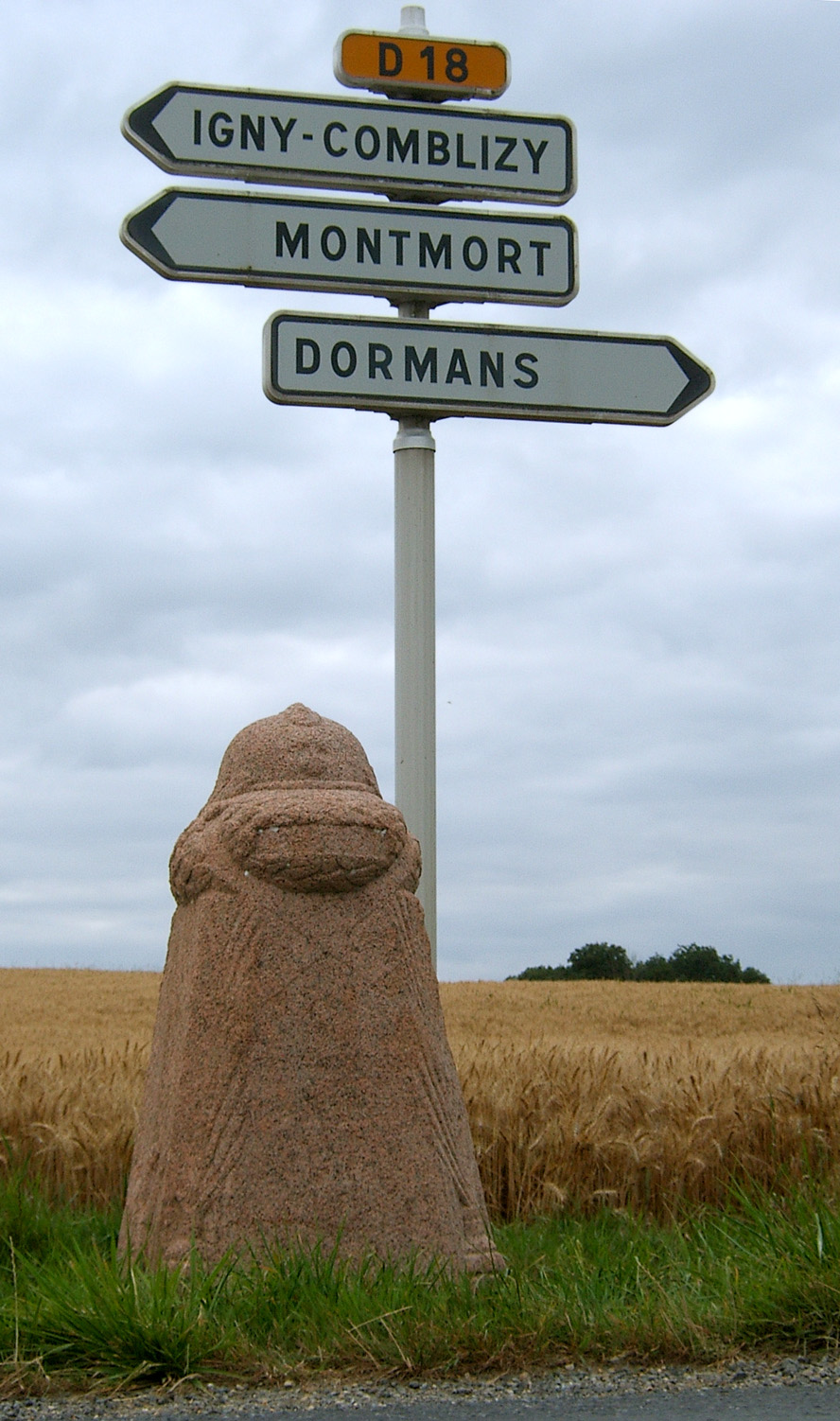
Igny-Comblizy (France).

## Localisation
De la mer du Nord, à Nieuport en Belgique, jusqu'à quelques kilomètres de la frontière suisse, à Altkirch, elles sont en moyenne distantes de 5 à 10 km l'une de l'autre.
Certaines ont été décalées dès l'origine, d’'autres plus tard, pour des raisons diverses. Elles ne sont donc pas toujours à l'endroit exact de la ligne de front.

### Belgique
Sur un total de 22 bornes disposées en Belgique, 19 sont encore en place.
| Province            | Localité            | Borne n° | Image    | Coordonnées                 |
| ------------------- | ------------------- | -------- | -------- | --------------------------- |
| Flandre occidentale | Dixmude Minoterie   | 1        | disparue | disparue                    |
| Flandre occidentale | Nieuwpoort          | 2        |          | 51° 08′ 18″ N, 2° 45′ 22″ E |
| Flandre occidentale | Ramskapelle         | 3        |          | 51° 06′ 33″ N, 2° 45′ 32″ E |
| Flandre occidentale | Boezinge            | 4        |          | 50° 54′ 56″ N, 2° 50′ 14″ E |
| Flandre occidentale | Noordschote         | 5        |          | 50° 57′ 30″ N, 2° 49′ 15″ E |
| Flandre occidentale | Boezinge            | 6        |          | 50° 53′ 37″ N, 2° 51′ 34″ E |
| Flandre occidentale | Locre               | 7        |          | 50° 46′ 34″ N, 2° 46′ 30″ E |
| Flandre occidentale | Locre               | 8        |          | 50° 47′ 01″ N, 2° 47′ 30″ E |
| Flandre occidentale | Nieuwpoort Bad      | 9        |          | 51° 09′ 03″ N, 2° 43′ 19″ E |
| Flandre occidentale | Pervijze            | 10       | détruite | détruite                    |
| Flandre occidentale | Stuivekenskerke     | 11       |          | 51° 03′ 32″ N, 2° 49′ 56″ E |
| Flandre occidentale | Kaaskerke (Dixmude) | 12       |          | 51° 02′ 44″ N, 2° 50′ 36″ E |
| Flandre occidentale | Nieuwpoort          | 13       |          | 51° 07′ 58″ N, 2° 45′ 39″ E |
| Flandre occidentale | Kemmel              | 14       |          | 50° 47′ 33″ N, 2° 48′ 43″ E |
| Flandre occidentale | Kemmel              | 15       |          | 50° 48′ 13″ N, 2° 50′ 46″ E |
| Flandre occidentale | Voormezele          | 16       |          | 50° 49′ 33″ N, 2° 51′ 40″ E |
| Flandre occidentale | Voormezele          | 17       |          | 50° 49′ 15″ N, 2° 53′ 25″ E |
| Flandre occidentale | Zillebeke           | 18       |          | 50° 49′ 51″ N, 2° 54′ 43″ E |
| Flandre occidentale | Ypres               | 19       |          | 50° 50′ 56″ N, 2° 54′ 59″ E |
| Flandre occidentale | Ypres               | 20       |          | 50° 51′ 44″ N, 2° 55′ 18″ E |
| Flandre occidentale | Zoonebeke           | 21       | détruite | détruite                    |
| Flandre occidentale | Saint-Jean Pilkem   | 22       |          | 50° 53′ 01″ N, 2° 53′ 19″ E |

### France

#### Hauts-de-France
| Département   | Localité                               | Borne n° | Nombre à l'origine | Nombre en 2009 | Image | Coordonnées                                                                   | Précisions                                                                   |
| ------------- | -------------------------------------- | -------- | ------------------ | -------------- | ----- | ----------------------------------------------------------------------------- | ---------------------------------------------------------------------------- |
| Nord          |                                        |          | 8                  | 5              |       |                                                                               |                                                                              |
| Nord          | Saint-Jans-Cappel                      | 35       | 1                  | 0              |       | 50° 46′ 03″ N, 2° 44′ 33″ E                                                   | Détruite En bordure de la D 223                                              |
| Nord          | Bailleul                               | 36       | 1                  | 1              |       | 50° 45′ 14″ N, 2° 43′ 37″ E                                                   | Endommagée En bordure de la D 10                                             |
| Nord          | (initiale) Méteren (actuelle) Bailleul | 38       | 1                  | 1              |       | (initiale) 50° 43′ 59″ N, 2° 40′ 21″ E (actuelle) 50° 44′ 22″ N, 2° 42′ 30″ E | Déplacée (initiale) En bordure de la D 642 (actuelle) En bordure de la D 933 |
| Nord          | Merris                                 | 39       | 1                  | 1              |       | 50° 43′ 17″ N, 2° 38′ 39″ E                                                   | En bordure de la D 69                                                        |
| Nord          | Vieux-Berquin                          | 40       | 1                  | 1              |       | 50° 42′ 40″ N, 2° 37′ 54″ E                                                   | En bordure de la D 947                                                       |
| Nord          | Merville                               | 41       | 1                  | 1              |       | 50° 39′ 18″ N, 2° 36′ 43″ E                                                   | En bordure de la D 946                                                       |
| Nord          | Merville                               | 42       | 1                  | 1              |       | 50° 38′ 27″ N, 2° 35′ 27″ E                                                   | En bordure de la D 122                                                       |
| Pas-de-Calais |                                        |          | 12                 | 12             |       |                                                                               |                                                                              |
| Pas-de-Calais | Saint-Floris                           |          | 1                  | 1              |       | 50° 37′ 45″ N, 2° 34′ 32″ E                                                   | En bordure de la D 186                                                       |
| Pas-de-Calais | Robecq                                 |          | 1                  | 1              |       | 50° 36′ 03″ N, 2° 34′ 18″ E                                                   | En bordure de la D 69                                                        |
| Pas-de-Calais | Mont-Bernanchon                        |          | 1                  | 1              |       | 50° 35′ 09″ N, 2° 35′ 59″ E                                                   | En bordure de la rue du Pont Supply                                          |
| Pas-de-Calais | Hinges                                 |          | 1                  | 1              |       | 50° 34′ 51″ N, 2° 37′ 40″ E                                                   | En bordure de la D 180                                                       |
| Pas-de-Calais | Lens                                   |          | 1                  | 1              |       | 50° 26′ 19″ N, 2° 48′ 41″ E                                                   | En bordure de la route de Béthune                                            |
| Pas-de-Calais | Vimy                                   |          | 1                  | 1              |       | 50° 22′ 39″ N, 2° 51′ 01″ E                                                   | Située au lieu dit "La Gueule d'Ours"                                        |
| Pas-de-Calais | Gavrelle                               |          | 1                  | 1              |       | 50° 19′ 25″ N, 2° 51′ 50″ E                                                   | En bordure de la D 950                                                       |
| Somme         | Albert                                 |          | 1                  | 1              |       |                                                                               |                                                                              |
| Somme         | Ville-sur-Ancre                        |          | 1                  | 1              |       |                                                                               |                                                                              |
| Somme         | Villers-Bretonneux                     |          | 1                  | 1              |       |                                                                               |                                                                              |
| Somme         | Grivesnes                              |          | 1                  | 0              |       |                                                                               |                                                                              |
| Somme         | Montdidier                             |          | 1                  | 0              |       |                                                                               |                                                                              |
| Somme         | Moreuil                                |          | 1                  | 0              |       |                                                                               |                                                                              |
| Somme         | Thennes                                |          | 1                  | 0              |       |                                                                               |                                                                              |
| Oise          | Autrêches                              |          | 1                  | 1              |       |                                                                               |                                                                              |
| Oise          | Moulin-sous-Touvent                    |          | 1                  | 1              |       |                                                                               |                                                                              |
| Oise          | Tracy-le-Val                           |          | 1                  | 1              |       |                                                                               |                                                                              |
| Oise          | Machemont                              |          | 1                  | 1              |       | 49° 29′ 18″ N, 2° 53′ 03″ E                                                   | Au pont du Matz                                                              |
| Aisne         |                                        |          | 10                 | 7              |       |                                                                               |                                                                              |
| Aisne         | Confrécourt                            |          |                    |                |       |                                                                               |                                                                              |
| Aisne         | La Ferté-Milon                         |          |                    |                |       |                                                                               |                                                                              |
| Aisne         | Château-Thierry                        |          |                    |                |       |                                                                               |                                                                              |
| Aisne         | Pernant                                |          |                    |                |       |                                                                               |                                                                              |
| Totaux        |                                        |          | 42                 | 31             |       |                                                                               |                                                                              |

#### Grand Est
| Département        | Localité            | Nombre à l'origine | Nombre en 2009 | Image                                                     | Coordonnées                 | Précisions                                                      |
| ------------------ | ------------------- | ------------------ | -------------- | --------------------------------------------------------- | --------------------------- | --------------------------------------------------------------- |
| Marne              |                     | 15                 | 14             |                                                           |                             | Inclus : Four-de-Paris, situé en Meuse à la limite de la Marne. |
| Meuse              |                     | 15                 | 12             |                                                           |                             |                                                                 |
| Meurthe-et-Moselle |                     | 11                 | 11             |                                                           |                             |                                                                 |
| Meurthe-et-Moselle | Domèvre-sur-Vezouze | 1                  | 1              |                                                           |                             |                                                                 |
| Meurthe-et-Moselle | Badonviller         | 1                  | 1              | Borne Vauthier au col de la Chapelotte (Badonviller - 54) | 48° 29′ 01″ N, 6° 57′ 20″ E | Au col de la Chapelotte                                         |
| Vosges             |                     | 3                  | 3              |                                                           |                             |                                                                 |
| Haut-Rhin          |                     | 10                 | 5              |                                                           |                             |                                                                 |
| Haut-Rhin          | Soultzeren          | 1                  | 1              |                                                           | 48° 03′ 35″ N, 7° 06′ 06″ E | En bordure de la D 417                                          |
| Totaux             |                     | 56                 | 47             |                                                           |                             |                                                                 |

 Voir sur l'ensemble des points sur Bing Maps.